# Žďár nad Sázavou
Žďár nad Sázavou (nemško Saar) je mesto v regiji Vysočina na Češkem. Ima okoli 24.000 prebivalcev in je upravno glavno mesto okrožja Žďár nad Sázavou. Mesto je znano turistično središče, pozimi tudi smučarski center in zanimiva točka za kolesarjenje in kopanje poleti. Leži ob glavni železniški povezavi med Prago in Brnom.

## Zgodovina
Že okoli 1100 je bilo na plitvini čez reko Sázavo današnje središče naselja. Približno dva kilometra severno je bil cistercijanski samostan Ždar (Studnice Blahoslavené Panny Marie). Leta 1252 ga je ustanovil Boček iz Kunštáta (Páni z Kunštátu). Leta 1293 je postala vas Ždar last samostana in ime je tudi prvič omenjeno v sodnih spisih. Staro mestno jedro (lokalno Klafar, Zdar nad Sazavou 3) se je kmalu zatem razvilo ob cerkvi svetega Prokopa (danes zgodovinsko središče mesta).
Od 14. stoletja dalje se je kraj razvijal na račun železove rude in konec stoletja je bila zgrajena prva železarna. Leta 1422 je bil samostan med husitskimi vojnami požgan. 
Leta 1588 je vojvoda Karel II. Minsterberski ždarski samostan in posestvo prenesel v nadškofijo Olomuc. Prebivalci mesta so množično protestirali. Spore je končal František iz Ditrichštejna, pozneje škof v Olomucu, ko je dobil posesti v svojo last. Ždar je leta 1607 dobil tudi mestne pravice. Leta 1614 je kardinal František Ditrichštejn zaradi spora o lastništvu nepremičnin cistercijanskega samostana v Ždaru to razveljavil in ga po odhodu menihov namenil za posvetno prebivanje, od leta 1617 pa še to ne. Po bitki pri Beli gori so samostan zasedli frančiškani.
Jiřího Poděbrad je samostan ponovno usposobil in do leta 1638 je pridobil pomen. Leta 1638 je cistercijanski red kupil ždarska posestva princa Maksimilijana Ditrichštejna (nečak in dedič pokojnega kardinala leta 1636), čez leto pa so se v Ždar znova vrnili cistercijani.
Med tridesetletno vojno so samostan od leta 1647 zasedali Švedi in oplenili mesto. Največja širitev samostana in mesta je bila okoli 18. stoletja pod opatom Vaclavom Vejmluvo, ki je tudi naročil Janu Blažeju Santini Aichlu obnovo samostana.
Med jožefinskimi reformami leta  1784 je bil samostan razpuščen. Nekatere stavbe so bile prenesene v zasebne roke, jedro samostana so preuredili v dvorec, ki je imel zaporedoma več lastnikov. Danes je v lasti dr. Radslava Kinskega, potomca plemiške družine Kinsky, zadnjih lastnikov gradu pred nacionalizacijo po drugi svetovni vojni.
V neposredni bližini samostana je na hribu romarska cerkev svetega Janeza Nepomuka, Zelená Hora (Poutní kostel sv. Jana Nepomuckého na Zelené hoře), ki je bila zgrajena v začetku 18. stoletja po načrtih arhitekta Jana Santinija Aichla in kaže nenavadno obliko in slog. Od leta 1994 je del Unescove svetovne dediščine.
Po letu 1848 je postal Ždar sedež okrožnega sodišča. V letih 1898–1905 je mesto dobilo železniško povezavo (Praga–Brno). Leta 1928 ga je obiskal predsednik Tomáš Garrigue Masaryk. Na ta obisk spominja model za češkoslovaško znamko z dekletom v kyjovski noši, datirana 1938.
V 20. stoletju se je prebivalstvo, ko so se naselili delavci v jeklarski industriji, povečalo za okoli desetkrat.
1950–1960 je nastal novi Ždar na Ptáčkově kopci, kasneje Sídliště Stalingrad, danes Ždar nad Sazavou 3. Stanovanjsko območje sestavlja okoli 120 hiš, ki so značilne za socialistično povojno arhitekturo.

## Geografija
Mesto meji na ozemlje teh občin: Jámy, Vatín, Březí nad Oslavou, Nové Veselí, Budeč, Hamry nad Sázavou, Račín, Polnička, Světnov, Počítky, Vysoké, Lhotka a Nové Město na Moravě. Razdeljeno je na štiri katastrske občine. Katastrska občina Zámek Žďár, Stržanov, Veselíčko in Žďáru nad Sázavou. Večina mesta spada k zgodovinskemu ozemlju Moravske. Mesto je razdeljeno na lokalne skupnosti Ždár nad Sázavou 1 do 7, Radonín, Stržanov in Veselíčko.

### Prebivalstvo
| Leto              | 1869 | 1880 | 1890 | 1900 | 1910 | 1921 | 1930 | 1950 | 1961  | 1970  | 1980  | 1991  | 2001  | 2011  |
| ----------------- | ---- | ---- | ---- | ---- | ---- | ---- | ---- | ---- | ----- | ----- | ----- | ----- | ----- | ----- |
| štev. prebivalcev | 4338 | 4026 | 3842 | 4124 | 4666 | 4655 | 4674 | 4936 | 10305 | 15686 | 20864 | 23191 | 24289 | 22275 |

## Partnerska mesta
Žďár nad Sázavou je pobraten z mesti:
- Cairanne, Francija (Vaucluse, Provansa, 2003)
- Flobecq, Belgija (Province de Hainaut, 1999)
- Schmölln, Nemčija (Altenburger Land, Durynsko, 2001)

## Znamenitosti
- samostan Žďár – grad in nekdanji cistercijanski samostan,
- romarska cerkev svetega Janeza Nepomuka, Zelená Hora, Unescova dediščina,
- mestna hiša, zgrajena v poznem 16. ali v začetku 17. stoletja, neoklasicistična fasada, danes galerija in reprezentativna dvorana,
- trdnjava, ena izmed najstarejših stavb v mestu, zgrajena okoli leta 1300, ki ima preurejeno baročno streho, danes sedež Pokrajinskega muzeja,
- župnijska cerkev svetega Prokopa, ki je prvič omenjena leta 1391, 1521 do 1560 prenovljena v poznogotskem slogu; od starejše opreme je gotski kip Marije (druga polovica 15. stoletja) in oltarna slika svetega Prokopa iz leta 1778, gutenberškega slikarja K. Kautscha; iz 70-ih let 20. stoletja izvira kositrasti križ K. Stadnika,
- kapela svete Barbare, baročna kapela iz leta 1729,
- cerkev svete Trojice, izvirna bolnišnična in pokopališka kapela, obnovljena v 18. stoletju, z baročno zakristijo zadaj, domnevno načrt J. Santinija Aichla,
- kužno znamenje na mestnem trgu Jacoba Steinhübla iz leta 1706,
- hotel Veliš, enonadstropna stavba na mestnem trgu s fasado art nouveau sega v leto 1906,
- vila Smeykal Zámeček (grad), zgrajena med letoma 1903 in 1908, družinski dvorec lastnika tovarne Josefa Smeykala na ulici Veselská,
- kužno pokopališče.